# De pechvogel (Jommeke)
De pechvogel is het 234ste stripverhaal van Jommeke. De reeks wordt getekend door striptekenaar Jef Nys.

## Personages
In dit verhaal spelen de volgende personages mee:
- Jommeke, Flip, Filiberke, Pekkie, Marie en Boer Snor.

## Verhaal
Jommeke schiet door gekraai van een haan wakker en is niet zo goed geluimd.Hij is werkelijk met het verkeerde been uit bed gestapt.Filiberke tracht Jommeke te helpen door een antipechmobiel te bouwen maar tevergeefs. Ondertussen verliezen dieven in een helikopter, opgejaagd door de achtervolgende politie, een zak vol juwelen die toevallig door het dakraam in Jommekes kamer valt. Jommeke wil de zak vol juwelen terugbezorgen aan de eigenaar. Dit komen de dieven echter rap te weten. Jommeke wordt gevangengenomen en zal slechts vrijgelaten worden in ruil voor de zak juwelen.
Filiberke, Flip en Boer Snor zijn niet van plan om de zak zomaar terug te geven en bedenken samen een plannetje. Met de hulp van twee sterke boerenzonen worden de dieven uiteindelijk bij de kraag gevat en opgesloten in de stal van Boer Snor. Het probleem lijkt opgelost te zijn maar via een list ontsnappen de dieven en gaan op de vlucht met de juwelen. Niet voor lang, want ze worden weer bij de kraag gevat. En deze keer brengt Boer Snor de dieven direct met zijn tractor naar het politiebureau.
Later worden de juwelen terugbezorgd aan de eigenares.